# 男兒彎貝介
男兒彎貝介（学名：Loxoconcha naneri）为彎貝介科彎貝介屬下的一个种。